# Weißenkirchen in der Wachau
Weißenkirchen in der Wachau ist eine Marktgemeinde mit 1359 Einwohnern (Stand 1. Jänner 2025) im Bezirk Krems-Land in Niederösterreich.

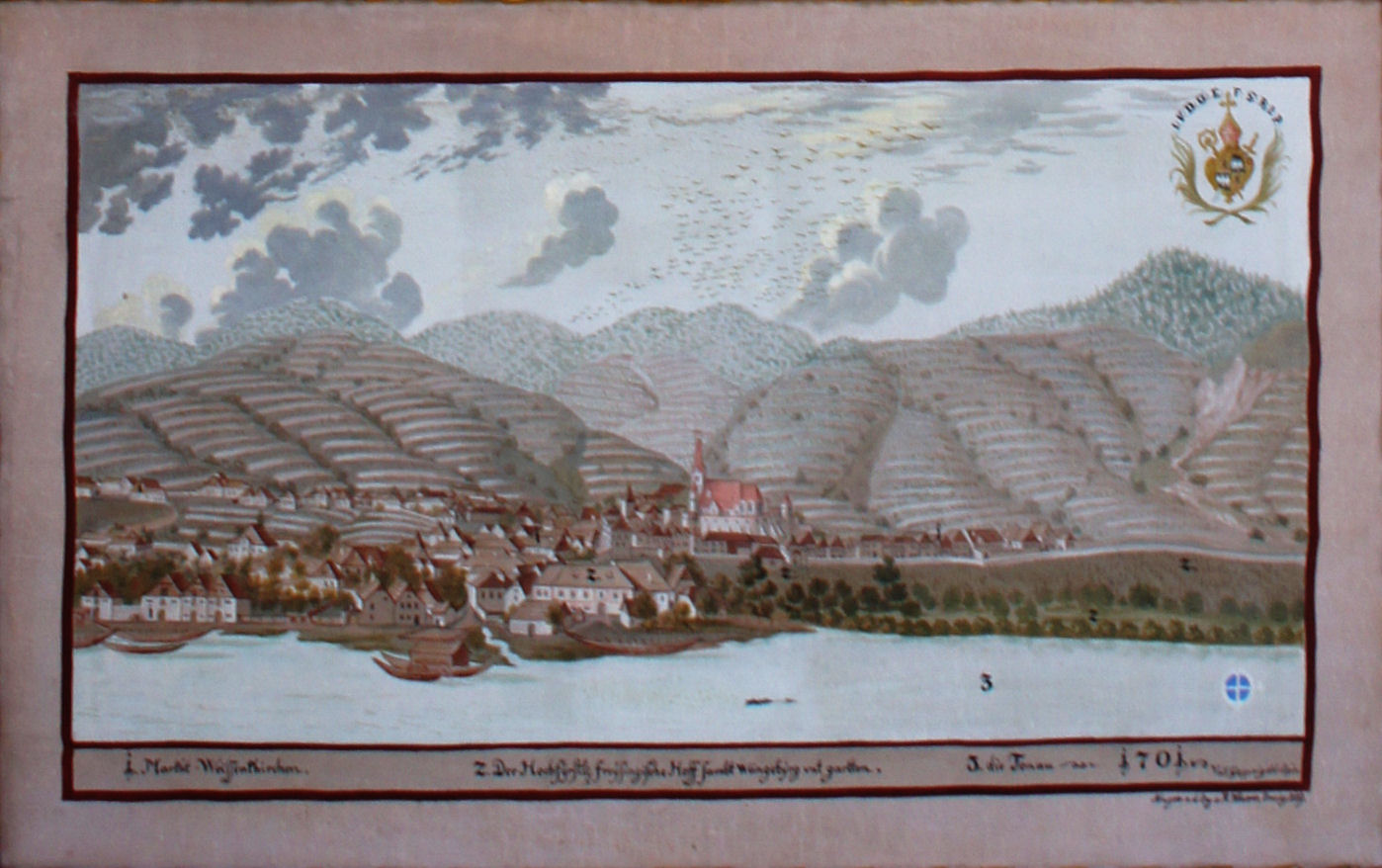
Markt Weißenkirchen 1701 auf einem Gemälde im Fürstengang Freising

## Geografie

### Geografische Lage
Weißenkirchen in der Wachau liegt im Waldviertel in Niederösterreich. Die Fläche der Marktgemeinde umfasst 23,28 Quadratkilometer. 63,06 % der Fläche sind bewaldet.

### Gemeindegliederung
Das Gemeindegebiet umfasst folgende vier Ortschaften (in Klammern Einwohnerzahl Stand 1. Jänner 2025):
- Joching (156)
- St. Michael (25)
- Weißenkirchen in der Wachau (895) samt Schildhütten und Seiber
- Wösendorf in der Wachau (283)

Die Gemeinde besteht aus den Katastralgemeinden Joching, St. Michael, Weißenkirchen und Wösendorf.

### Nachbargemeinde
|                          | Weinzierl        |           |
| Spitz (Niederösterreich) | Kompass          | Dürnstein |
|                          | Rossatz-Arnsdorf |           |

## Geschichte
Um 830 wurde das linke Donauufer von Weißenkirchen erstmals als „Wahowa“ (Wachau) bezeichnet. Bereits 1258 wurde der Ort in einer Urkunde des Albero von Kuenring als Liechtenchyrchen bezeichnet. In karolingischer Zeit wird für das Kloster Niederaltaich in einer Urkunde aus dem Jahre 830 Weingartenbesitz in Weißenkirchen und Wösendorf angeführt. 1070 wird Weißenkirchen in einer Schenkungsurkunde an das Benediktinerkloster Weihenstephan erwähnt, Besitzungen der Bischöfe von Freising. Die Benediktinerabtei Michaelbeuern erhielt 1138 durch eine Schenkung der Gräfin Ita von Burghausen Weingärten in Weißenkirchen.
Im 12. bis 14. Jahrhundert finden sich spärliche Aufzeichnungen über Weißenkirchen. Das hat seine Ursache darin, dass größere Besitzungen des Klosters Tegernsee in Weißenkirchen meist unter der Bezeichnung „Distrikt Wachau“ erwähnt werden. Zu diesem Distrikt gehören die Orte St. Michael, Wösendorf, Joching und Weißenkirchen. Seit mindestens 1256 hat das von Hadmar von Kuenring gestiftete Kloster Zwettl (1137) Besitzungen (Weingärten) in Weißenkirchen und Wösendorf.
Leutold I. von Kuenring gründete 1289 das Clarissinnenkloster Dürnstein. In der Stiftungsurkunde werden Weingärten in Weißenkirchen erwähnt. 1325 erwirbt das Kloster Kremsmünster Weingartenbesitz in Weißenkirchen. 1414 gründete Hans von Neidegg das Paulinerkloster Unterranna und übertrug diesem Weingartenbesitz in Weißenkirchen.

### Einwohnerentwicklung
Nach dem Ergebnis der Volkszählung 2001 gab es 1494 Einwohner. In den letzten Jahrzehnten verringerte sich die Bevölkerung stets.
| Weißenkirchen in der Wachau: Einwohnerzahlen von 1869 bis 2025 | Weißenkirchen in der Wachau: Einwohnerzahlen von 1869 bis 2025 | Weißenkirchen in der Wachau: Einwohnerzahlen von 1869 bis 2025 | Weißenkirchen in der Wachau: Einwohnerzahlen von 1869 bis 2025 | Weißenkirchen in der Wachau: Einwohnerzahlen von 1869 bis 2025 |
| -------------------------------------------------------------- | -------------------------------------------------------------- | -------------------------------------------------------------- | -------------------------------------------------------------- | -------------------------------------------------------------- |
| Jahr                                                           |                                                                |                                                                |                                                                | Einwohner                                                      |
| 1869                                                           | 1869                                                           |                                                                | 2.020                                                          | 2.020                                                          |
| 1880                                                           | 1880                                                           |                                                                | 1.985                                                          | 1.985                                                          |
| 1890                                                           | 1890                                                           |                                                                | 1.956                                                          | 1.956                                                          |
| 1900                                                           | 1900                                                           |                                                                | 1.982                                                          | 1.982                                                          |
| 1910                                                           | 1910                                                           |                                                                | 1.995                                                          | 1.995                                                          |
| 1923                                                           | 1923                                                           |                                                                | 1.762                                                          | 1.762                                                          |
| 1934                                                           | 1934                                                           |                                                                | 1.728                                                          | 1.728                                                          |
| 1939                                                           | 1939                                                           |                                                                | 1.604                                                          | 1.604                                                          |
| 1951                                                           | 1951                                                           |                                                                | 1.694                                                          | 1.694                                                          |
| 1961                                                           | 1961                                                           |                                                                | 1.677                                                          | 1.677                                                          |
| 1971                                                           | 1971                                                           |                                                                | 1.672                                                          | 1.672                                                          |
| 1981                                                           | 1981                                                           |                                                                | 1.601                                                          | 1.601                                                          |
| 1991                                                           | 1991                                                           |                                                                | 1.563                                                          | 1.563                                                          |
| 2001                                                           | 2001                                                           |                                                                | 1.494                                                          | 1.494                                                          |
| 2011                                                           | 2011                                                           |                                                                | 1.432                                                          | 1.432                                                          |
| 2021                                                           | 2021                                                           |                                                                | 1.399                                                          | 1.399                                                          |
| 2025                                                           | 2025                                                           |                                                                | 1.359                                                          | 1.359                                                          |
| Quelle(n): Statistik Austria, Gebietsstand 1.1.2021            |                                                                |                                                                |                                                                |                                                                |

## Politik
Der Gemeinderat hat 19 Mitglieder.

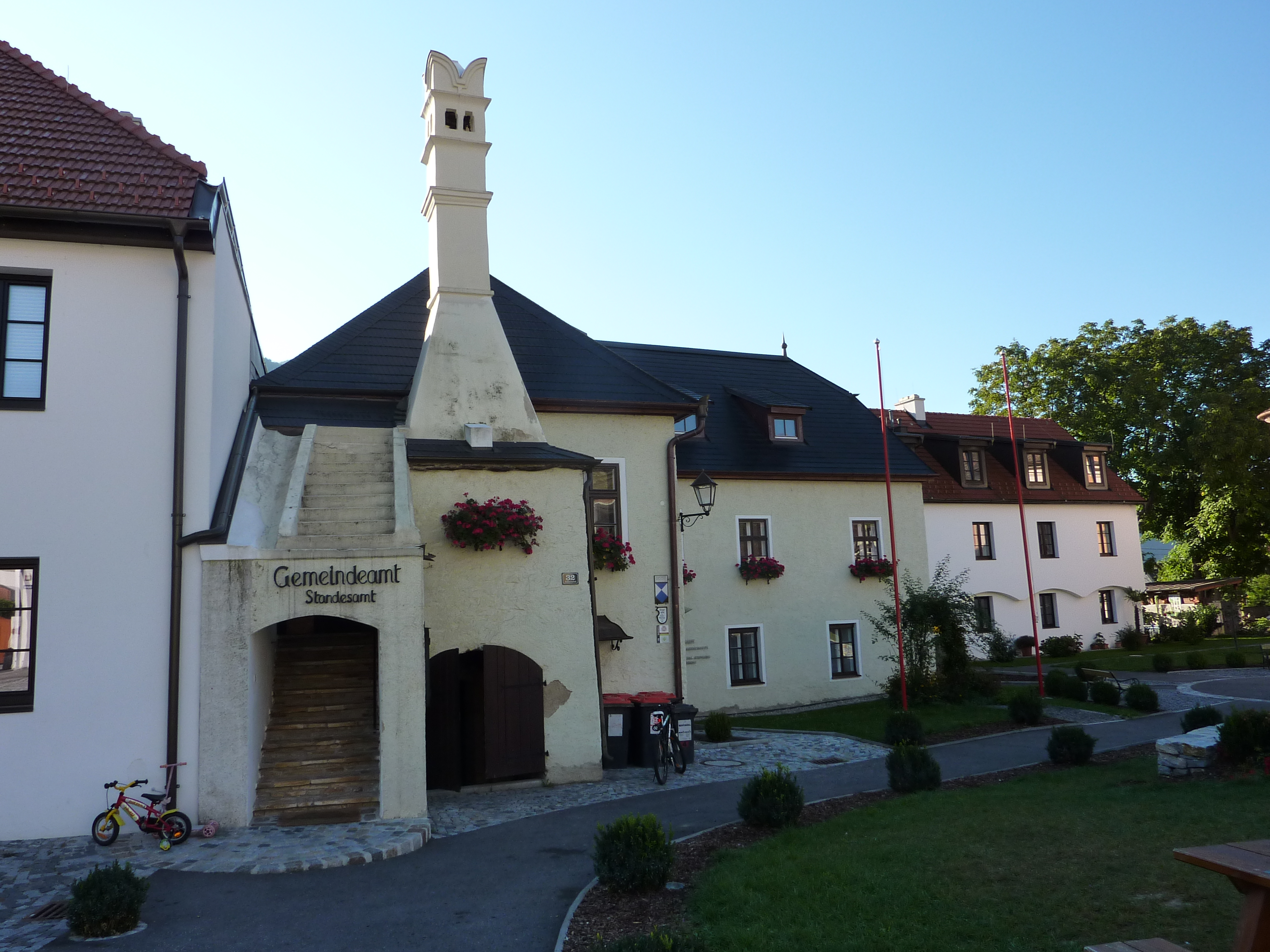
Gemeindeamt Weißenkirchen in der Wachau

- Mit den Gemeinderatswahlen in Niederösterreich 1990 hatte der Gemeinderat folgende Verteilung: 14 ÖVP und 5 SPÖ.
- Mit den Gemeinderatswahlen in Niederösterreich 1995 hatte der Gemeinderat folgende Verteilung: 14 ÖVP-Wahlgemeinschaft und 5 SPÖ.[2]
- Mit den Gemeinderatswahlen in Niederösterreich 2000 hatte der Gemeinderat folgende Verteilung: 12 ÖVP-Wahlgemeinschaft und 7 SPÖ.[3]
- Mit den Gemeinderatswahlen in Niederösterreich 2005 hatte der Gemeinderat folgende Verteilung: 13 ÖVP-Wahlgemeinschaft, 5 SPÖ und 1 FPÖ.[4]
- Mit den Gemeinderatswahlen in Niederösterreich 2010 hatte der Gemeinderat folgende Verteilung: 13 ÖVP-Wahlgemeinschaft, 4 SPÖ und 2 FPÖ.[5]
- Mit den Gemeinderatswahlen in Niederösterreich 2015 hatte der Gemeinderat folgende Verteilung: 11 ÖVP-Wahlgemeinschaft, 4 SPÖ und 4 FPW–FPÖ und Parteiunabhängige für Weißenkirchen.[6]
- Mit den Gemeinderatswahlen in Niederösterreich 2020 hatte der Gemeinderat folgende Verteilung: 14 ÖVP-Wahlgemeinschaft, 4 SPÖ und 1 FPW–FPÖ und Parteiunabhängige für Weißenkirchen.[7]
- Mit den Gemeinderatswahlen in Niederösterreich 2025 hat der Gemeinderat folgende Verteilung: 12 ÖVP-Wahlgemeinschaft, 4 Liste „Wir für Weißenkirchen“ und 3 FPÖ und Parteiunabhängige für Weißenkirchen.[8]

Bürgermeister
- bis 2015 Anton Bodenstein (ÖVP)
- 2015–2019 Hubert Trauner (ÖVP)
- seit 2019 Christian Geppner (ÖVP)

## Kultur und Sehenswürdigkeiten

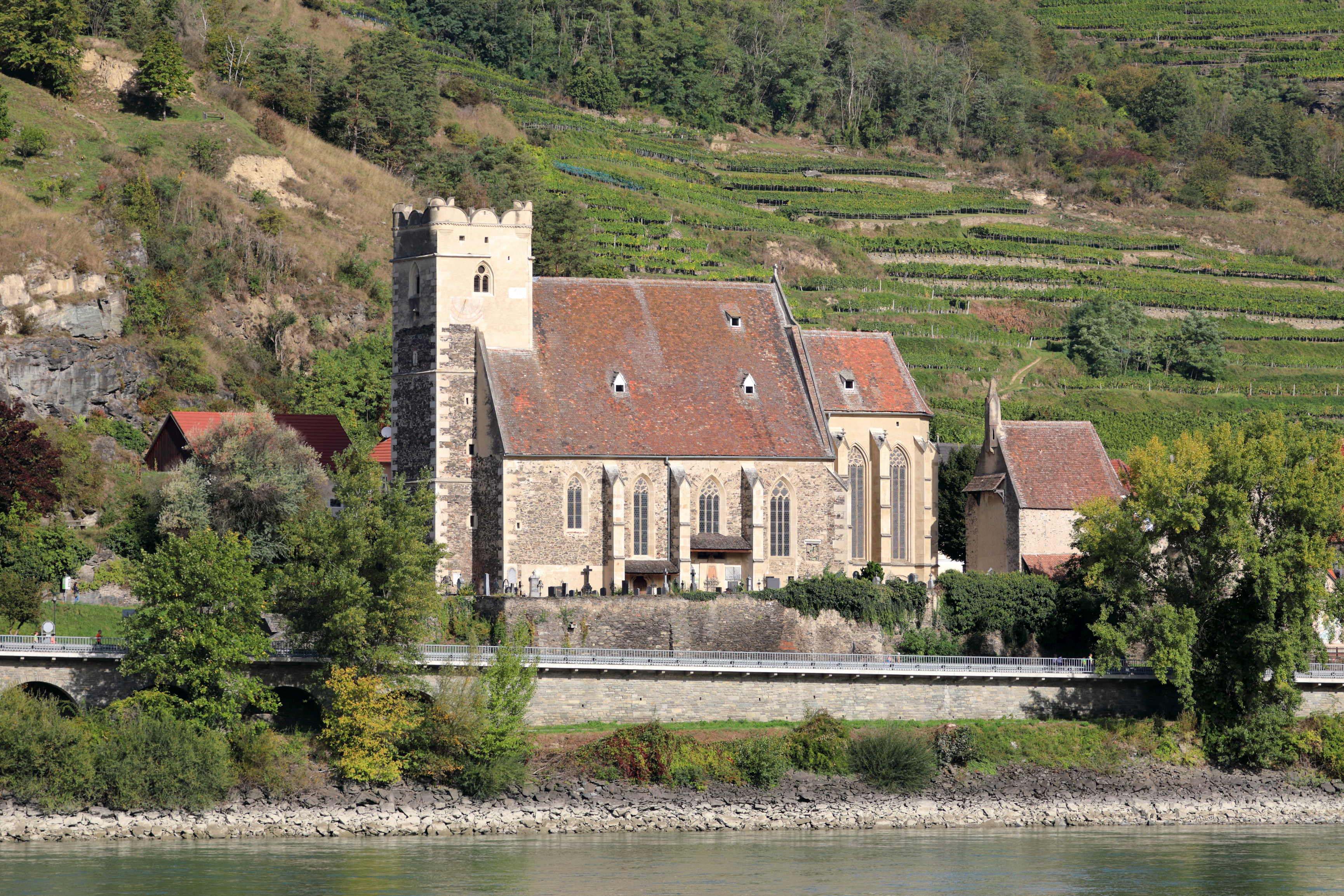
Wehrkirche St. Michael, Mutterkirche der Wachau

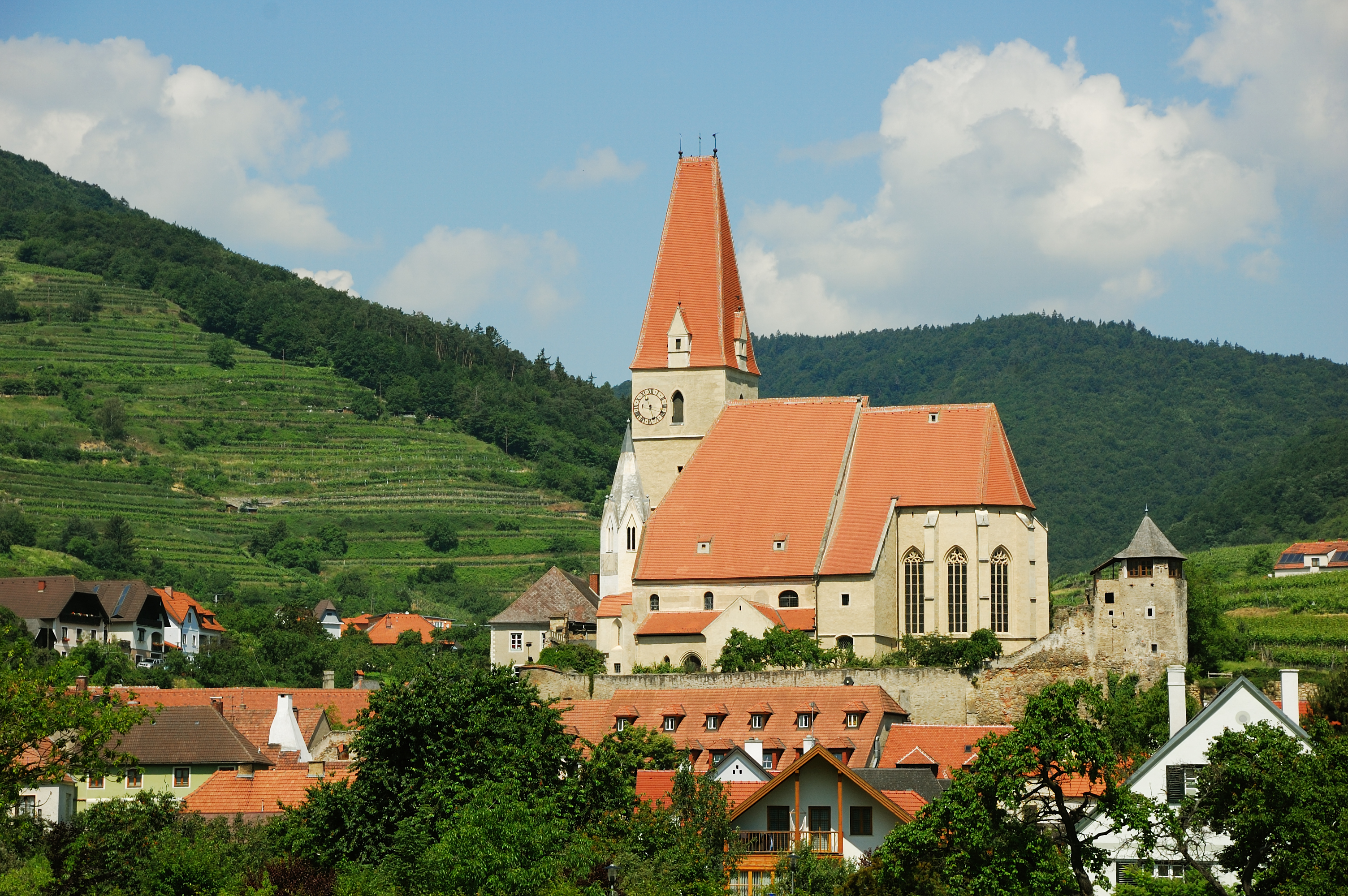
Pfarrkirche Weißenkirchen in der Wachau

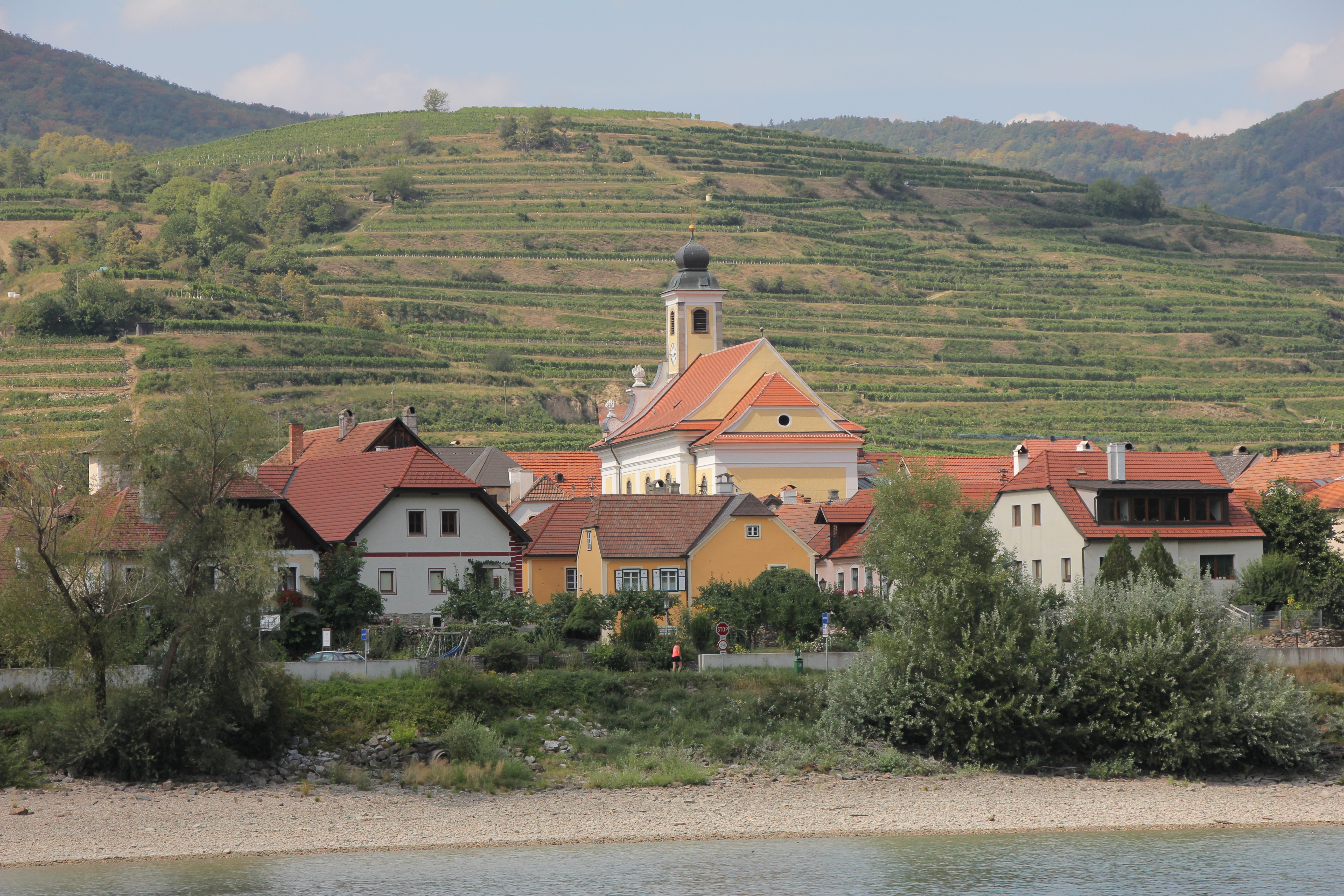
Pfarrkirche Wösendorf

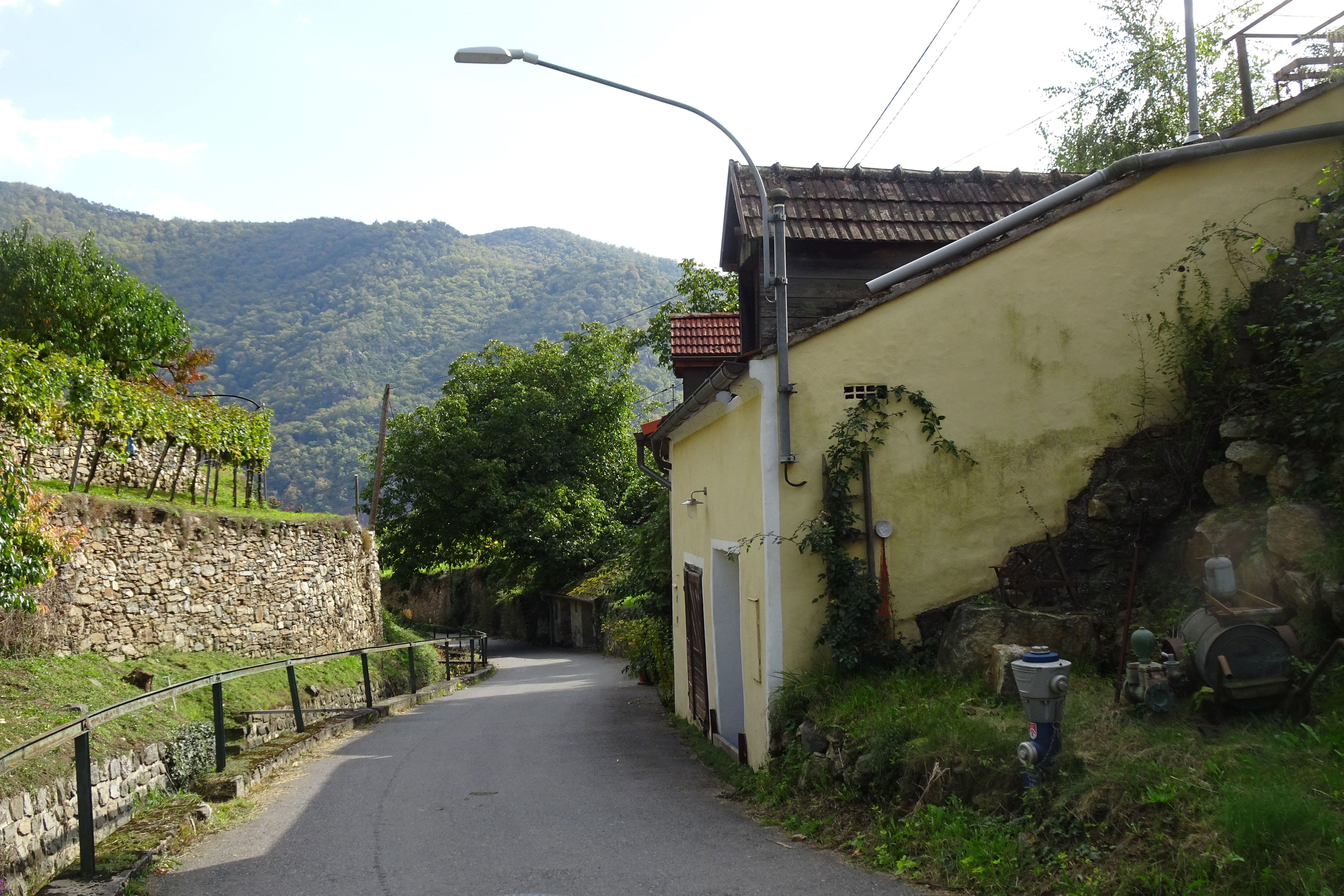
Presshaus in der Kellergasse

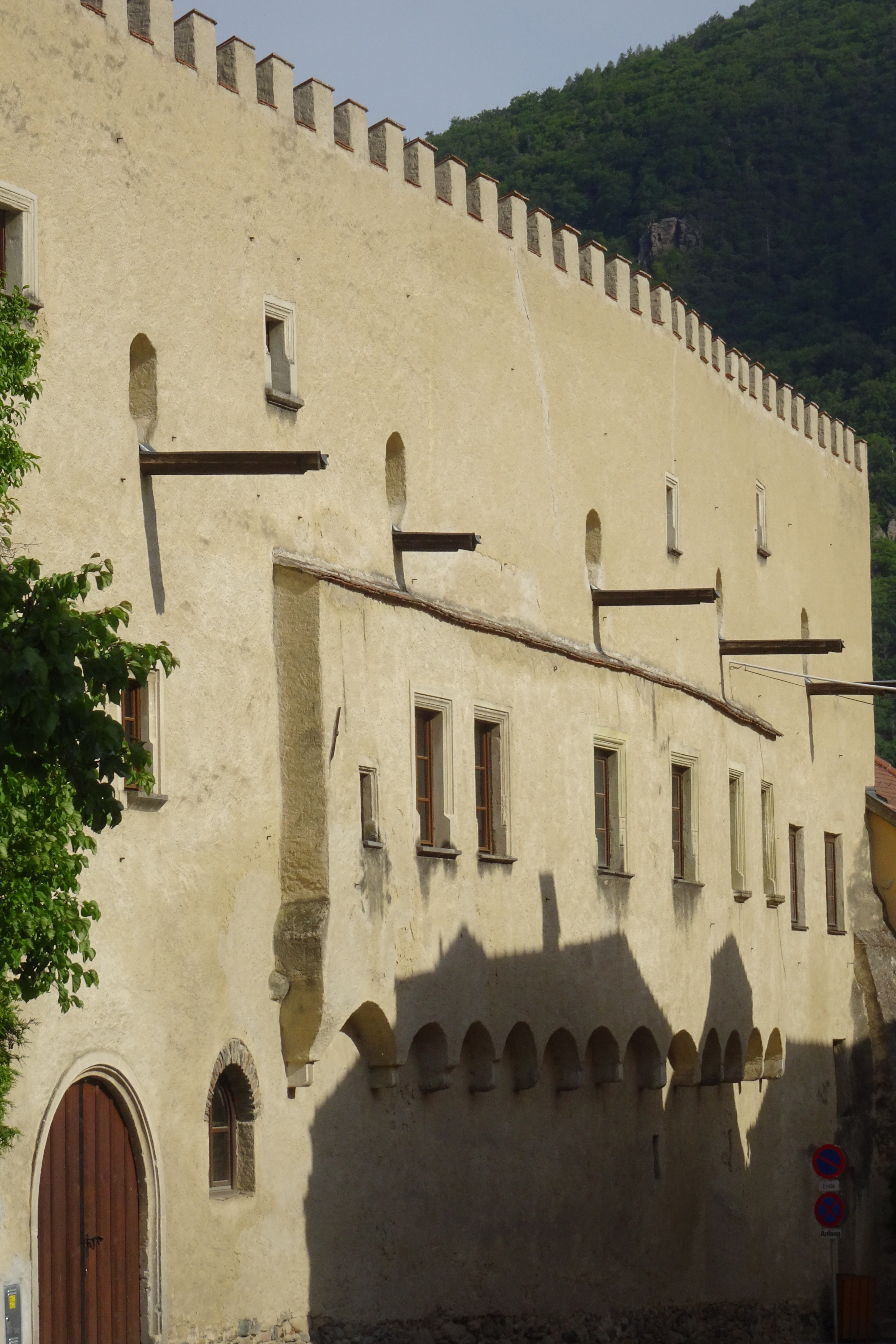
Der Teisenhoferhof, ein weitläufiger Renaissancebau unterhalb der Kirche

- Katholische Wehrkirche St. Michael: Zwei Kilometer stromaufwärts, in der Katastralgemeinde St. Michael, befindet sich die Wehrkirche St. Michael aus der Zeit um 1500. Die Pfarre St. Michael ist noch 500 Jahre älter und gilt als älteste Pfarre der Wachau.
- Katholische Pfarrkirche Weißenkirchen in der Wachau Mariä Himmelfahrt: Der Ort wird dominiert von der mächtigen gotischen Wehrkirche aus dem 14. Jahrhundert, die auch namensgebend ist und deren stattlicher Turm 1531 zum Schutz gegen die Türken erbaut wurde. Im Inneren mischen sich Spätgotik und Barock.
- Katholische Pfarrkirche Wösendorf hl. Florian
- Teisenhoferhof: Sehenswert sind auch der prächtige aus der Renaissance 1542 vollendete Teisenhoferhof, der heute das Wachaumuseum[9], eine Außenstelle des NÖ. Landesmuseums, und das Weinbaumuseum beherbergt.
- Salzstadeln: Die an der Donau gelegenen drei Salzstadeln sind aus dem 17. Jahrhundert, die zu früheren Zeiten das nahe gelegene nördliche Waldviertel mit dem „weißen Gold“ (=Salz) versorgt haben.
- Gruberwarte
- Volksschule: In der Nordwest-Ecke der Wehranlage bei der Kirche. Gegründet 1385 ist sie die älteste Schule Österreichs, in der noch unterrichtet wird.

## Wirtschaft und Infrastruktur

### Bildung
In Weißenkirchen befindet sich ein Kindergarten und eine Volksschule.

### Verkehr

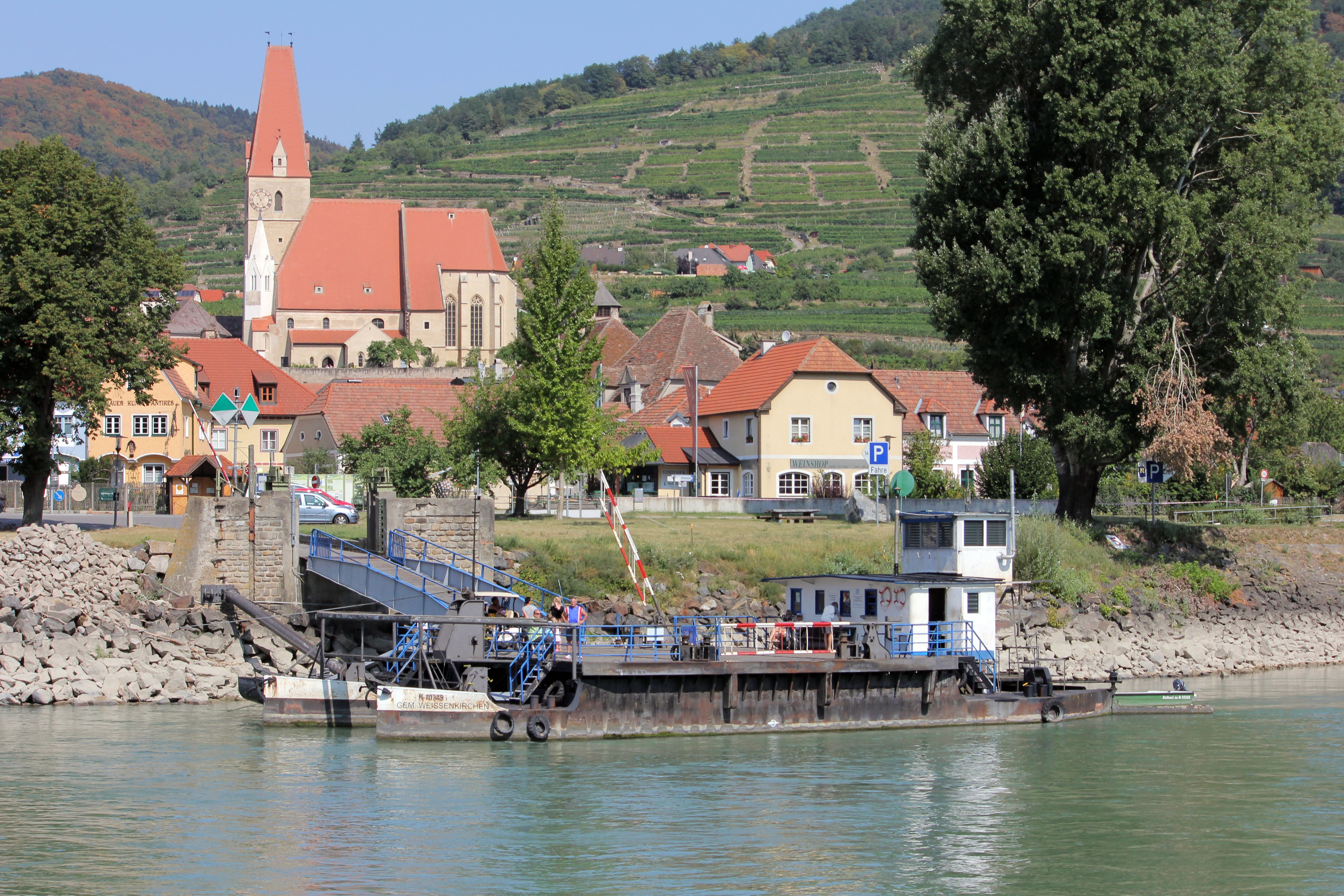
Rollfähre bei Weißenkirchen in der Wachau

Weißenkirchen hat einen Bahnhof an der Wachaubahn, der in den Sommermonaten von den Zügen der Növog bedient wird. Wichtigste Straßenverbindung ist die B3, eine abzweigende Landesstraße verbindet das Donautal mit dem Waldviertel.

In Weißenkirchen quert eine Rollfähre die Donau, nach St. Lorenz in der Wachau. Sie verkehrt nur in der Sommersaison.

### Ansässige Unternehmen
Nichtlandwirtschaftliche Arbeitsstätten gab es im Jahr 2001 72, land- und forstwirtschaftliche Betriebe nach der Erhebung 1999 196. Die Zahl der Erwerbstätigen am Wohnort betrug nach der Volkszählung 2001 702. Die Erwerbsquote lag 2001 bei 50,06 %.

### Weinbau
Weißenkirchen ist einer der wichtigsten und bedeutendsten Weinbauorte der Wachau nördlich der Donau. Angebaut werden hauptsächlich Grüner Veltliner und Riesling. Zu den besten und bekanntesten Rieslinglagen gehören die Rieden Achleiten, Klaus und Steinriegl. Die älteste der urkundlich erwähnten Rieden (aus dem 13. Jahrhundert) heißt Ritzling.

### Tourismus
Mit über 14.000 Touristen pro Jahr und rund 40.900 Nächtigungen ist der Fremdenverkehr, wie auch in der gesamten Region Wachau, zu einem der wichtigsten Wirtschaftszweige Weißenkirchens geworden. Zusammenschlüsse von touristischen Betrieben wie die ARGE 100 % Wachau dienen der Stärkung der Region und des Ortes Weißenkirchen.

### Hochwasserschutz
Nachdem Weißenkirchen wie viele Orte im Jahr 2002 beim Donauhochwasser verheerende Schäden davontrug, wurde beschlossen, einen Hochwasserschutz zu errichten. Dieser musste aber mit den Weltnaturerbevorschriften koordiniert werden. Aus diesem Grund wurde eine mobile Lösung auf einer Länge von über drei Kilometern errichtet. Dieser Schutz, der innerhalb von einigen Stunden aufgebaut werden kann, ist zum Errichtungszeitpunkt der größte in Österreich und soll den Ort vor einem Pegel von maximal elf Meter schützen. Fertiggestellt wurde er mit einem Kostenaufwand von 27 Millionen Euro im Februar 2010.

## Persönlichkeiten
Söhne und Töchter der Gemeinde
- Eduard Gruber (* 1952), katholischer Geistlicher und Generalvikar der Diözese St. Pölten
- Josef Gruber (1855–1933) in Wösendorf geborener Organist und Komponist
- Franz Hauer (1867–1914), Kunstsammler
- Roman Jäger (1909–1944), Jurist, seit 1938 Mitglied des Reichstags und Gauleiter von Niederdonau.
- Herbert Koller (1911–1995), Manager und Generaldirektor der VÖEST

Personen mit Bezug zur Gemeinde
- Cypriano Biasino (1580–1636), Baumeister des Barocks, Umbau von St. Michael
- Hermine Cloeter (1879–1970), Schriftstellerin und Kulturhistorikerin, lebte und starb in Weißenkirchen in der Wachau
- Ignaz Gatto der Ältere (1708–1786), Orgelbauer (St. Michael)
- Barbara Kaudelka (* 1981), Schauspielerin und Sprecherin, in Weißenkirchen in der Wachau aufgewachsen
- Eduard Peithner von Lichtenfels (1833–1913), Maler und Hochschullehrer, Landschaftsmalerei um Weißenkirchen in der Wachau
- Paul Peschke (1907–1991), Bildhauer, Werk in St. Michael
- Marcus Strahl (* 1968), Intendant der Wachaufestspiele in Weißenkirchen seit 2005, Ehrenzeichen der Marktgemeinde Weißenkirchen in Silber (2018)[15]